# Живалёв, Пётр Кириллович
Пётр Кириллович Живалёв (5 октября 1902 года,  д. Высокое, Орловская губерния,  Российская империя — умер не ранее  1953 года,  СССР) — советский военачальник, полковник (1940).

## Биография
Родился 5 октября 1902 года в деревне  Высокое ныне одноименное село Шаблыкинского района Орловской области. Русский. С 1920 года учился в педагогическом техникуме в городе Карачев.

### Военная служба

#### Межвоенные годы
В мае 1923 года через Карачевский военкомат добровольно вступил в РККА и направлен в окружную военно-педагогическую школу ЗапВО в городах Смоленск. По окончании с апреля 1924 года служил в 29-й стрелковой дивизии политбойцом и секретарем военкома 29-го артиллерийского полка, с ноября 1925 года — политруком роты 85-го стрелкового полка. Член ВКП(б) с 1925 года. С сентября 1927  года по август 1928 года находился на курсах военной подготовки политруков в Смоленске, по окончании там же выдержал испытание за курс нормальной пехотной школы и затем вернулся в 85-й стрелковый полк на прежнюю должность. В ноябре 1929 года переведен помощником командира роты в 79-й стрелковый полк 27-й стрелковой дивизии в городе Лепель. С ноября 1931 года командовал ротой в 22-м отдельном местном стрелковом батальоне БВО в городе Торопец, с 1933 года — батальоном 129-го стрелкового полка 43-й стрелковой дивизии в городе Великие Луки. 
С февраля по июль 1937 года прошел подготовку на курсах «Выстрел». С августа 1937 года был помощником командира по строевой части 10-го стрелкового полка 4-й стрелковой дивизии в городе Луцк, с апреля 1938 года исполнял должность начальника 2-й части штаба этой дивизии. С ноября командовал 166-м стрелковым полком 48-й стрелковой дивизии в городе Опочка. К 18 августа 1939 года на базе полка была развернута 155-я стрелковая дивизия, а майор  Живалев назначен в ней командиром 786-го стрелкового полка. Участвовал с ним в Советско-финляндской войне, в боях на петрозаводском направлении. За боевые отличия  награжден орденом Красного Знамени. По окончании боевых действий приказом НКО от 09.05.1940 г. назначен начальником пехоты 30-й стрелковой дивизии ОрВО, а в октябре зачислен слушателем на оперативный факультет Военной академии командного и штурманского состава ВВС Красной армии.

#### Великая Отечественная война
С началом  войны выпущен из академии и в начале июля 1941 года назначен командиром 18-й Московской стрелковой дивизии народного ополчения (Ленинградского района). 31 июля она вошла в состав 32-й армии резервного фронта, а 26 сентября переименована в 18-ю стрелковую дивизию (2-го формирования). Первый бой она приняла 4 октября 1941 года в районе Волочек на Днепре (западнее Ново-Дугино). Противнику удалось прорвать оборону 32-й армии, в результате дивизия оказалась в полуокружении и в течение двух суток отбивала атаки противника, затем с боями отходила к Рузе (при отходе потеряла один дивизион и до полка пехоты). С 14 на 15 октября она была сосредоточена в районе Звенигорода и после пополнения с 23 октября вошла в 16-ю армию Западного фронта. Передней была поставлена задача перейти в наступление, выбить противника из Скирманово и выйти на северо-восточный берег реки Гряда. Наступление успеха не имело из-за превосходства противника в силах и средствах, после чего ее части вели тяжелые оборонительные бои на волоколамском направлении. За неправильный доклад командованию 16-й армии о взятии Скирманово приказом по армии от 13.11.1941 г. полковник  Живалев был отстранен от должности и зачислен в распоряжение отдела кадров Западного фронта. Затем назначен с понижением начальником штаба 82-й мотострелковой дивизии, которая в составе 5-й армии того же фронта оборонялась восточнее пгт Дорохово (Московской обл.). В декабре 1941 года она участвовала в контрнаступлении под Москвой (вдоль Можайского шоссе и Минской автострады), затем в Ржевско-Вяземской наступательной операции, освобождении Можайска и боях на подступах к Гжатску. За боевые отличия 17 марта 1942 года дивизия была преобразована в 3-ю гвардейскую мотострелковую.
Приказом по войскам Западного фронта от 27 февраля 1942 года полковник Живалёв допущен к командованию 344-й стрелковой дивизией. В составе 50-й армии участвовал с ней в наступательных боях на Хвощевка, Красное, имея задачу перерезать Варшавское шоссе. С 20 марта 1942 года по 11 марта 1943 года ее части в составе армии находились в обороне на Калужском направлении в районе города Мосальск. Приказом по 50-й армии от 21.02.1943 г. был отстранен от командования и зачислен в резерв Западного фронта. Затем в марте назначен с понижением начальником штаба 220-й стрелковой дивизии, которая в это время в составе 30-й армии вела наступление на Ржев, Сычевку и в верховьях Днепра. С апреля 1943 года она находилась в обороне на Минской автостраде, прикрывая ярцевское направление (с мая — в 31-й армии). В августе — сентябре 1943 года в составе 31-й армии участвовал с дивизией в Смоленской, Ельнинско-Дорогобужской наступательных операциях. 
8 сентября 1943 года назначен начальником штаба 5-го механизированного корпуса. Участвовал с ним в Смоленско-Рославльской наступательной операции, в освобождении городов Починок и Монастырщина (Смоленской обл.). Не доходя до реки Днепр 50 км, корпус был остановлен и выведен на доукомплектование в город Наро-Фоминск. В начале января 1944 года корпус убыл по ж. д. на 1-й Украинский фронт в район Фастов — Белая Церковь и по прибытии включен в 6-ю танковую армию. В ее составе участвовал в Корсунь-Шевченковской и Уманско-Ботошанской наступательных операциях. Летом 1944 года, при подготовке к Ясско-Кишиневской операции, переведен на должность заместителя командира 213-й стрелковой Новоукраинской дивизии 52-й армии 2-го Украинского фронта. В ходе операции находился в боевых порядках дивизии и «влиял на ход боя своим авторитетом и примером». Со 2 декабря 1944 года полковник  Живалев вступил в командование 111-й стрелковой Александрийской Краснознаменной ордена Суворова дивизией. С января 1945 год в составе 48-го стрелкового корпуса этой же 52-й армии участвовал с ней в Сандомирско-Силезской наступательной операции. С 24 января переведен заместителем командира этого корпуса. Участвовал с ним в Нижнесилезской и Берлинской наступательных операциях. В ходе Пражской операции 6 мая 1945 года принял командование 254-й стрелковой Черкасской Краснознаменной орденов Суворова и Богдана Хмельницкого дивизией, с которой и окончил войну.

#### Послевоенное время
После войны продолжал командовать этой дивизией. С марта 1946 года по январь 1947 года находился на ВАК при Высшей военной академии им. К. Е. Ворошилова, затем назначен начальником штаба 56-го стрелкового корпуса ДВО в городе Александровск-на-Сахалине. С ноября 1948 года был начальником штаба 12-й стрелковой дивизии 1-й Краснознаменной армии, а с сентября 1950 года — 36-й стрелковой дивизии ЗабВО. С октября 1952 года исполнял должность начальника окружных Объединенных КУОС этого округа. 18 июля 1953 года гвардии полковник Живалёв уволен в запас.

## Награды
- орден Ленина (24.06.1948)[4]
- три ордена Красного Знамени (19.05.1940[5], 03.11.1944[6][4],  20.04.1953[4])
- орден Кутузова 2-й  степени (06.05.1945)[7]
- орден Отечественной войны 1-й  степени (20.07.1943)[8]
  - медали в том числе:
  - «За оборону Москвы» (1944)
  - «За победу над Германией в Великой Отечественной войне 1941—1945 гг.» (1945)
  - «За освобождение Праги» (1945)